# لوک میله‌کامپس
لوک میله‌کامپس (به انگلیسی: Luc Millecamps) بازیکن فوتبال اهل بلژیک و عضو تیم ملی فوتبال بلژیک است که در تاریخ ۱۲ سپتامبر ۱۹۷۹ میلادی اولین بازی ملی‌اش را مقابل تیم ملی فوتبال نروژ انجام داد. او در ۳۵ بازی ملی حضور داشت و جمعاً ۲۹۵۵ دقیقه برای تیم ملی فوتبال بلژیک به میدان رفت. لوک میله‌کامپس آخرین بازی ملی خود را در تاریخ ۹ نوامبر ۱۹۸۳ میلادی در برابر تیم ملی فوتبال سوئیس انجام داد. وی در بازی‌های ملی‌اش گلی به ثمر نرساند.